# Gonzalo Martré
Gonzalo Martré (Metztitlán, Hidalgo; 19 de diciembre de 1928). Pseudónimo de Mario Trejo González, es un escritor y periodista satírico mexicano. Se inició en la literatura en 1967, en el periodismo en 1976. Fue editorialista de Excélsior y Excélsior durante 20 años. Fue socio fundador y segundo presidente de la Asociación Mexicana de Ciencia Ficción y Fantasía (1996-1998). Fundador de la cofradía de lectores “La Tinta Indeleble”. Fue Argumentista por nueve años de Fantomas, La Amenaza Elegante, historieta publicada por Editorial Novaro. Actualmente, historieta de culto. Subdirector de la revista virtual satírica literaria "La Rana Roja".
En el mes de marzo de 2012 recibió el Premio al Mérito Artístico del Estado de Hidalgo 2012, que es la presea más alta que concede dicha entidad federativa a sus artistas. En marzo de 2014, la Unión Latinoamericana de Escritores le concedió la presea "Ignacio Rodríguez Galván" de trayectoria literaria otorgada en Tizayuca, Hgo., por ser la cuna del poeta y en su 198 aniversario. En mayo de 2015 el periódico "Síntesis" de Hidalgo le otorgó el premio anual de aniversario (16) "Aluxe"  por su trayectoria periodística y literaria. En julio de 2017 el Congreso del Estado de Hidalgo le entregó la Presea "Pedro Ma. Anaya", la distinción más alta del Estado por sus méritos literarios y periodísticos en favor del Estado de Hidalgo. Todas las primeras ediciones de su obra se encuentran en la Biblioteca Nacional y en la biblioteca "Ricardo Garibay" de Pachuca, Hgo. 

## Obra publicada

### Cuento
- Los endemoniados (1967); 2.ª Ed. "Los líquidos rubíes" (U.A.CH.,2007)7 textos entre cuentos y relatos. El debut del autor con este libro fue polémico. Desde hacía 32 años no aparecía narrativa con lenguaje tan escabroso y tratamiento de situaciones sexuales sin tapujos. Para ese tiempo, fue literariamente incorrecto. La segunda edición contiene además una autoentrevista satírica y la relación de obras hasta el 2007.
- La noche de la séptima llama (Edamex, 1975) Contiene 15 cuentos, 12 son satíricos y 1 de Ciencia Ficción; 3 figuran en algunas antologías. Se perfila el autor como escritor satírico.
- Dime con quien andas y te diré quien Herpes (Claves Latinoamericanas, 1985); contiene 25 cuentos, la mayor parte satíricos, uno de ellos figura en una antología mayor de la CF.
- Apenas seda azul (Gernika, 1988) contiene 3 cuentos; 2.ª Ed. "El retorno de Marilyn Monroe" ( Cofradía de Coyotes,2009, contiene 8 cuentos diferentes a los de la primera.
- "La emoción que paraliza al corazón" (Edamex, 1994)Contiene 13 cuentos, la mayoría satíricos; 7 son de CF.
- "Cuando la basura nos tape" (Ed. La Tinta Indeleble, 2001); contiene 3 cuentos satíricos de CF.

- "Antología personal de cuentos y relatos satíricos" (Cofradía de Coyotes 2011).
- "El Abuelo, la Cigarra y la Hormiga", cuentos para niños faltos de apetito y niños aventureros.(Consejo Estatal para la Cultura y las Artes del Estado de Hidalgo, 2012)
- "La batalla de Metztitlán" (Cofradía de Coyotes, 2013), cuentos para adolescentes y jóvenes, Ciencia Ficción y Fantasía con un claro mensaje sociopolítico de matiz satírico.
- "La hora de los Tuzos" (Cofradía de Coyotes, 2016), cuentos de Ciencia Ficción y Fantasía, escenificados en el Estado de Hidalgo con un claro mensaje sociopolúitico de matiz satírico.

"10 Monstruos tradicionales reaparecen en el siglo XXI", 10 cuentos y relatos satíricos, (Cofradía de Coyotes, 2022)
- Almuerzo en la hierba, últimos cuentos, publicación póstuma, Cofradía de Coyotes.

### Novela
- "Safari en la Zona Rosa" (Edamex. 1970; 3.ª Ed. 1973); primera novela de difusión nacional que aborda abiertamente la homosexualidad. Por tal motivo fue considerada literariamente incorrecta. Edición conmemorativa  (Ed. Nitropress-Conaculta 2015).
- "Jet Set- Coprofernalia" (2 novelas cortas satíricas; Fem y Edamex, 1973; 3.ª Ed.La Tinta Indeleble, 2001). Para los años 70, aún la escatología y la sátira sexual eran también literariamente incorrectas.
- "Los símbolos transparentes" (Novela del 68 mexicano; Ed. V Siglos, 1978; 2.ª y 3.ª edición Ed. Claves Latinoamericanas 1993; 4.ª edición Ed. Conaculta-Lecturas mexicanas-2001; 5.ª edición definitiva mundial, Ed. Alfaguara 2014) En su segundo capítulo el autor hace una sátira corrosiva del sistema político mexicano. Considerada por la crítica como la novela mejor lograda sobre ese tema, hasta el 2010.
- "El Pornócrata" (Novela satírica, Posada, 1978). Sátira feroz sobre el absolutismo presidencial mexicano. 2.ª edición 2019, Eterno femenino Ediciones.
- "El Chanfalla" (Ed. V Siglos, 1978; 2.ª edición Claves Latinoamericanas 1993; 3.ª edición Gernika, 1993) Primera parte de una trilogía dedicada al devenir social mexicano a través de un pícaro urbano con asiento en el Centro Histórico de la C. de México en la década de los 30.
- "Entre Tiras, Porros y Caifanes" (2.ª parte de la Trilogía picaresca chanfallesca, Edamex, 1983; 2.ª edición Gernika, 1993) El México de los años 40.
- "¿Tormenta roja sobre México?" (3.ª parte de la Trilogía picaresca chanfallesca, Gernika, 1993)Se recrea el México de los años 50 y la huelga magisterial. Segunda edición de la Trilogía completa en 2018, Cofradía de Coyotes.
- "El cadáver errante" (Primera narconovela mexicana; Posada, 1993; 2.ª edición Cofradía de Coyotes 2008) Sátira sobre narcos, policías, militares y políticos corruptos.
- "Los dineros de Dios" (Narconovela, Ed. Daga, 1999)
- "Pájaros en el alambre" (Narconovela, La Tinta Indeleble, 2000)
- "Cementerio de trenes" (Narconovela, La Tinta Indeleble, 2001; 2.ª Ed. Selector, 2003))
- "La casa de todos" (Narconovela, La Tinta Indeleble, 2000)
- "El Címbalo de oro" (Novela satírica, épica, cuántica, La Tinta Indeleble, 2001)Sátira sobre algunos acontecimientos notables mexicanos en la última década del siglo XX.
- "Tabasco:El diluvio que viene" (Cofradía de Coyotes, 2010).
- "Plutonio en la sangre" (Novela satírica de terrorismo nuclear, La Cofradía de Coyotes 2012), satirización de los judíos sionistas, de los norteamericanos crédulos, de los árabes fanáticos y de los mexicanos actuales.
- "Breton, la Walkyria y el último Libelungo" (Novela de pasiones seniles, La Cofradía de Coyotes, 2012), cuatro septuagenarios se disputan a una veinteañera.
- "Gooool, el día en que México ganó el mundial", thriller de Ciencia Ficción, coctel explosivo de espionaje, futbol soccer y visión dantesca de la Ciudad de México en el 2058, (Editorial Caligrama, 2012).
- "Idilio Salvaje", novela satírica, nueva forma de hacer crítica literaria sin aburrir al lector. (La Cofradía de Coyotes, 2012).
- "El regreso de Fantomas, la Amenaza Elegante" , novela satírica, (UAM-Azcapotzalco, 2013); 2.ª edición Rotor Editorial, 2017.
- "La justicia de Fantomas, La Amenaza Elegante", novela semigráfica política muy satírica, Angelito Editor, 2017
- "La película perdida", novela humorística, Ed. La Tinta Indeleble, 2017. Novela con la cual el autor celebra su 50° aniversario como escritor.
- "¿Qué pasa en el Congo?", novela de CF, Ed. Cofradía de Coyotes, 2019, novela de pandemia apocalíptica.
- "Pigmalión en Tabasco", novela corta autobiográfica, Ediciones Colectivo TextoAndante, 2020.
- "El agente de la DEA", novela de la pandemia, Ed. Cofradía de Coyotes, septeEembre de 2020.
- "Extrañas EN LA noche", novela feminista, Cofradía de Coyotes, 2024.

### Ensayo
- "El Movimiento popular estudiantil de 1968 en la novela mexicana" (UNAM, 1986; 2.ª Ed. UNAM, 1998)
- "La estructura del átomo", De Demócrito al cuanto de energía a través de los modelos atómicos. Publicaciones Cultural, 1986)
- "El síndrome de Huitzilopochtli" (El perfil del mexicano moderno y su incultura, Edamex, 1986; 2.ª Ed. "Hazañas del mexicano en situaciones extremas" Cofradía de Coyotes, 2009) Relatos de humor negro cargados de ironía y mordacidad sobre la identidad del mexicano.
- "Guadalajara mártir" (Reportaje ilustrado, Edamex, 1992)
- "El debate" (Planeta, 1994)
- "El gabinete" (Planeta, 1994)
- "El desafío" (Planeta, 1995)
- "Costureras debajo de los escombros" (Reportaje con Angélica Marval, Planeta, 1995)
- "Rumberos de ayer" (Crónica-reportaje la migración de los músicos cubanos a México en las décadas 30-50, Instituto Veracruzano de Cultura, 1997)Una mirada nostálgica sobre rumberas y rumberos.
- "La Ciencia Ficción en México"  (Catálogo de autores y obras hasta 2002;IPN, 2004)El estudio más completo publicado hasta antes del 2010 sobre el género de la CF en México.
- "¡Qué viva por siempre el Carnaval Jarocho"! (Crónica-reportaje, IVEC, 2009)El estudio más completo publicado antes del 2010 sobre las raíces, evolución y actualidad del carnaval jarocho.
- "La Rana Roja" (Antología de poesía satírica y escatológica, Cofradía de Coyotes, 2009).
- "Sabor a PRI" (Edición de autor en 5 tomos, distribución restringida, 2016), crónica satírica de la cultura de la corrupción en México, de Miguel Alemán a Peña Nieto.
- "El último Libelungo", edición de autor, memorias, evocaciones, textos inéditos, libro póstumo, circulación restringida.
- "Concierto final", edición de autor, memorias, evocaciones, textos inéditos, libro póstumo, circulación restringida.
- "La estructura del átomo", texto de física cuántica para bachillerato, Ediciones Cultural, 1986.
- "Crónicas Galácticas", vicios ficticios de personajes famosos de la historia universal, Ed. Cofradía de Coyotes, noviembre, 2021.
- "Rumberos de ayer, hoy y siempre", segunda edición corregida y muy ampliada, Coedición entre Ed. El Angelito y la Autoridad del Centro Histórico, 2024.

```
 "Adicciones, Fobias y Deyecciones]", panfletossatíricos y Textículos, Cofradía de Coyotes, 2023
```

- "Pequeña contribución al estudio y desarrollo de la Escatología en la literatura mexicana", publicacvión postmortem para el 2028.

### Periodismo
- Artículos de opinión en Excélsior (1976-1980) y (2000-2001)
- El Universal (1980- 1994)
- Editor de la revista virtual literaria satírica quincenal "La Rana Roja" ( 2007-2012; ídem de "El Chirispiote" ( 2013-2016), revista virtual política satírica quincenal.
- Editor de la revista virtual literaria satírica "La Rana Roja" (2007-